# Centenario de la Independencia de México

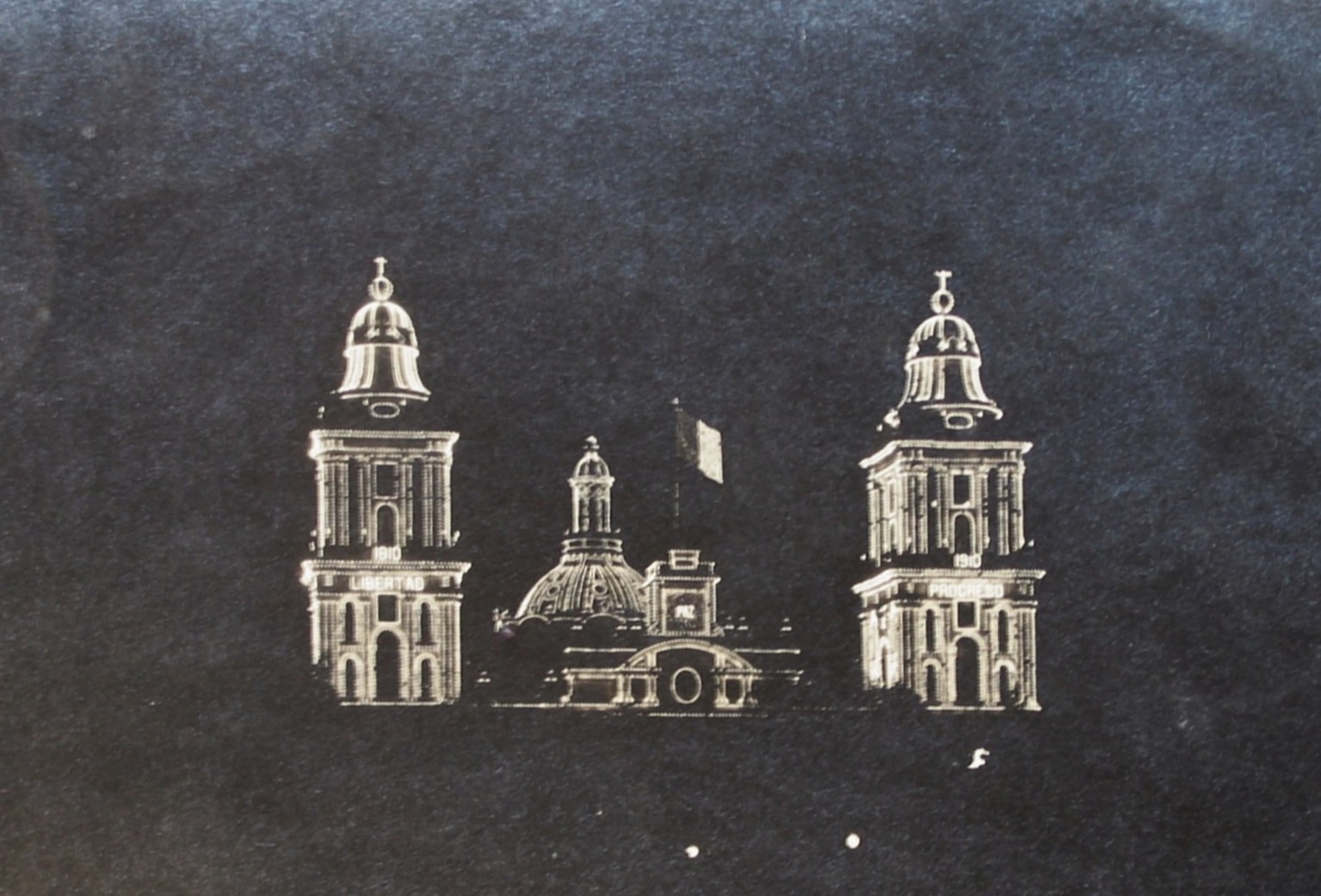
Las fiestas patrias de 1910.

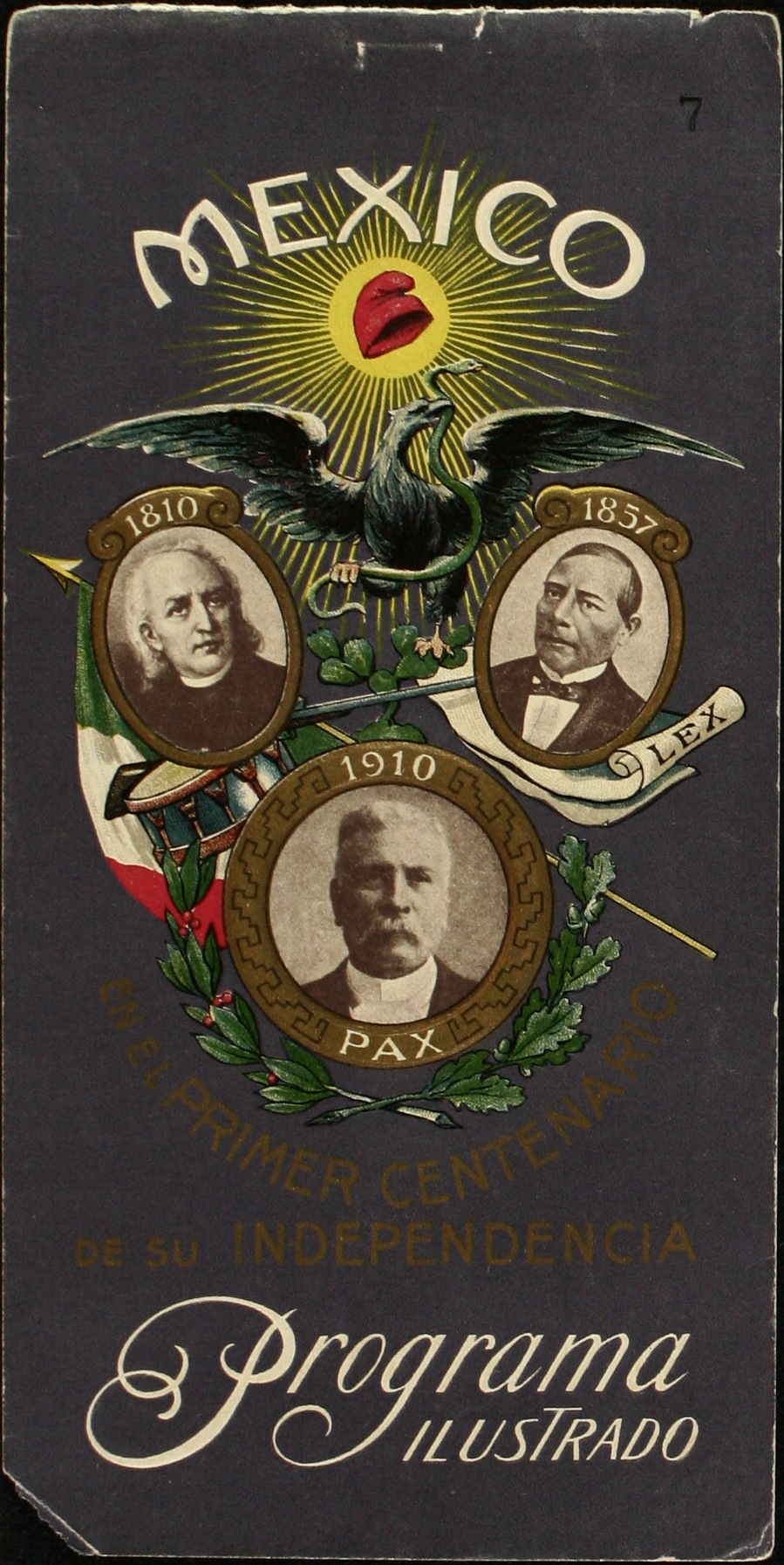
Programa Ilustrado de los festejos oficiales y particulares que han de celebrarse en los 30 días del mes de septiembre de 1910, con motivo de cumplirse el Primer Centenario de la Independencia Mexicana con una breve reseña geográfico- histórica, una Guía de Forasteros y otras noticias de utilidad para los mismos, septiembre de 1910.

Se le conoce con el nombre de Centenario de la Independencia Mexicana al grupo de festividades que se realizaron en México para celebrar 100 años de su Independencia. Con el advenimiento del centenario de inicio de la lucha armada, que llevaría a la Independencia de México, después de 300 años de colonialismo español, se organizaron las más fastuosas festividades de la historia de este país, pero con otro fin intrínseco: La reafirmación del régimen de Porfirio Díaz.

## La motivación
No solo fueron bailes, cantos y desfiles. Díaz tenía la necesidad de mostrar ante los países del mundo y sus inversionistas que México era una nación importante, progresista y confiable. El prestigio internacional de México se fincaba en su disposición a la inversión extranjera y las garantías y privilegios que el gobierno mexicano les otorgaba. En 1910 el régimen porfirista quiso asegurarse un lugar digno en la comunidad mundial. De éste acontecimiento surgen instituciones como la Escuela Internacional de Arqueología y Etnología. Como parte de un modelo de construcción nacional y conciencia histórica impulsado por el régimen. Valiéndose de medios propagandísticos como: el ensalzamiento de los héroes patrios, las construcciones civiles y los monumentos conmemorativos.
De los héroes valorados por el régimen se eligió a Cuauhtémoc último rey Azteca, como modelo de abnegación patriótica. Y a Benito Juárez como modelo de conciencia liberal.
La modernidad también fue un elemento imperativo al servicio del régimen, y se extendieron contratos para la iluminación de la Catedral Metropolitana de la Ciudad de México, de los edificios de gobierno y concesiones petroleras.
El modelo a seguir se encontraba en las festividades de la Exposición Universal de París de 1889. 
El Congreso Nacional de Educación Primaria, la construcción de nuevo anfiteatro de la Escuela Nacional Preparatoria, y la reconstrucción de la Universidad Nacional de México por Justo Sierra; eran compendios de ese pensar.
Por ello, se invitó a las fiestas a la mayor cantidad posible de representantes especiales extranjeros, además del cuerpo diplomático (de 51 países que entonces se contaban vinieron 32). Asistieron representantes de: España, Francia, Alemania, Estados Unidos, entre otros (Inglaterra no acudió, aunque aceptó la invitación, por el luto de la muerte de Eduardo VII). Para recibir a los invitados especiales se organizaron banquetes, recepciones y bailes. Hubo desfiles de militares y marinos extranjeros que acompañaban a sus representaciones y que arribaron a Veracruz a bordo de barcos de guerra. Las principales figuras de la élite porfirista alojaron a los invitados de honor extranjeros (por ejemplo, el representante de España, Camilo García de Polavieja fue recibido en la residencia de don Guillermo Landa y Escandón. Nicaragua iba a enviar al poeta Rubén Darío quien se traslada de Europa a México, pasando por Cuba. Al llegar al puerto de Veracruz, en el coche que lo traslada al hotel, Amado Nervo le comunica que el gobierno mexicano lo recibirá como "huésped de honor", pero no como representante de Nicaragua. Posteriormente el general Maas lo visita donde está hospedado, lo saluda de parte de Justo Sierra y le pide el favor (también de parte de Sierra) de no viajar a la capital porque el presidente Díaz no le recibiría Esto se debió a que el gobierno que había nombrado a Darío representante de Nicaragua había sido derrocado por la intervención estadounidense, y se supone que Estados Unidos presionó a Díaz para no recibir a Darío. La actitud de Díaz y Sierra generó multitudinarias protestas estudiantiles, tanto en el Distrito Federal como en Veracruz. En marchas organizadas por estudiantes e intelectuales los participantes gritaban: ¡Viva México!, ¡Viva Nicaragua!, ¡Viva Rubén Darío!, y también se gritaron consignas contra el gobierno estadounidense. 
|  |  |

Las banderas de todas las naciones se izaban en los edificios y se tendían a lo largo de los balcones, juntaban el escudo español, las estrellas norteamericanas, el sol argentino, el crisantemo nipón, las águilas rusas y otros emblemas (...) Aparecían los retratos de los principales caudillos de la Independencia, las fechas de 1810 y 1910 y las palabras Independencia, Paz, Progreso, y sobre todo Libertad. Los edificios de las principales calles de la ciudad se iluminaron por primera vez con tubos de mercurio y con foquitos. La energía que se gastó durante ese mes fue de 168 millones de watts. Con esto se inició la tradición de iluminar las calles y avenidas de la capital con motivos alegóricos.
El 7 de abril de 1907 se forma la comisión encargada de los festejos del centenario. Bajo los lineamientos del General Díaz: “El primer centenario debe denotar el mayor avance del país con la realización de obras de positiva utilidad pública y de que no hay pueblo que no inaugure en la solemne fecha, una mejora pública de importancia”.
El trabajo ideológico se debe en gran parte a Justo Sierra y a Vicente Riva Palacio en el ámbito de su intelectualidad: la historia nacional el primero y sobre las lecciones de civismo el segundo.

## La crónica oficial de septiembre

### Día 1
Inauguración del Asilo General (Manicomio General). Construido en los terrenos de la antigua hacienda La Castañeda, cercana a Mixcoac.

### Día 2
Recepción de la pila bautismal de Miguel Hidalgo y Costilla en la estación Colonia. Inauguración de la exposición japonesa en el Palacio de Cristal (Museo del Chopo). Inauguración de las exposición popular de higiene. Inauguración de la Exposición Mineralógica. Inauguración de las exposiciones permanentes, reformadas y enriquecidas del Museo Nacional de Arqueología, Historia y Etnología, el Museo Nacional Tecnológico. Inauguración de la Exposición de figuras de cera, que representaban personajes y episodios histórico nacionales (El Grito de Dolores, Descubrimiento del Pulque, Juárez firma las Leyes de Reforma, Juan Diego y las apariciones de la Virgen de Guadalupe, etcétera.)

### Día 3
Colocación de la primera piedra de la nueva cárcel General de San Jerónimo en la calzada de la Coyaya por el señor ministro de Gobernación.

### Día 4
Fiestas del Comercio Banca e Industria. Desfile de carros alegóricos. En el que lo mismo aparecía representada La Agricultura —con escenas de la vida campestre y productos de cada región— como el carro del Cognac, que simulaba una taberna con campesinas francesas y mosqueteros; o una escena cortesana del reinado de Luis XV de Francia. El Centro Mercantil llevaba, sobre una plataforma decorada con banderas nacionales y francesas, un busto de Hidalgo coronado por la mano de una arrogante mujer que representaba a la Patria, y, a ambos lados, otros dos bustos: uno del Benemérito Juárez y otro del general Díaz, coronados respectivamente por la Justicia y por la Paz; otros patrocinadores fueron El Palacio de Hierro, Agricultura, Minería, Industria, Bancos, El Buen Tono, etcétera. En todos los carros alegóricos dominaba la imaginería francesa. Homenaje a Rubén Darío con presencia del mismo en el puerto de Veracruz. Según consigna Genaro García en su "Crónica Oficial de las Fiestas del Primer Centenario de la Independencia de México", a causa de la revolución en Nicaragua el gobierno de Porfirio Díaz le pide que ascienda a Ciudad México a título personal. El escritor declina la invitación y el 12 de septiembre parte rumbo a La Habana.

### Día 5
Solemne recepción de los embajadores extranjeros en el Palacio Nacional. Porfirio Díaz a fundar el Servicio Sismológico Nacional (SSN), inauguración de la Estación Sismológica Central. 

### Día 6
La jura de la bandera por 6.000 niños en la Plaza de la 
Constitución. 

### Día 7
Inauguración de la Escuela Nacional Primaria Industrial para Niñas “Josefa Ortiz de Domínguez” y glorificación de La Corregidora por las señoritas de la Escuela Normal y párvulos de la misma.

### Día 8
Homenaje a los héroes de 1847 en el Colegio Militar de Chapultepec. El señor presidente y sus ministros llevan ofrendas 
florales. Congreso Internacional de Americanistas.

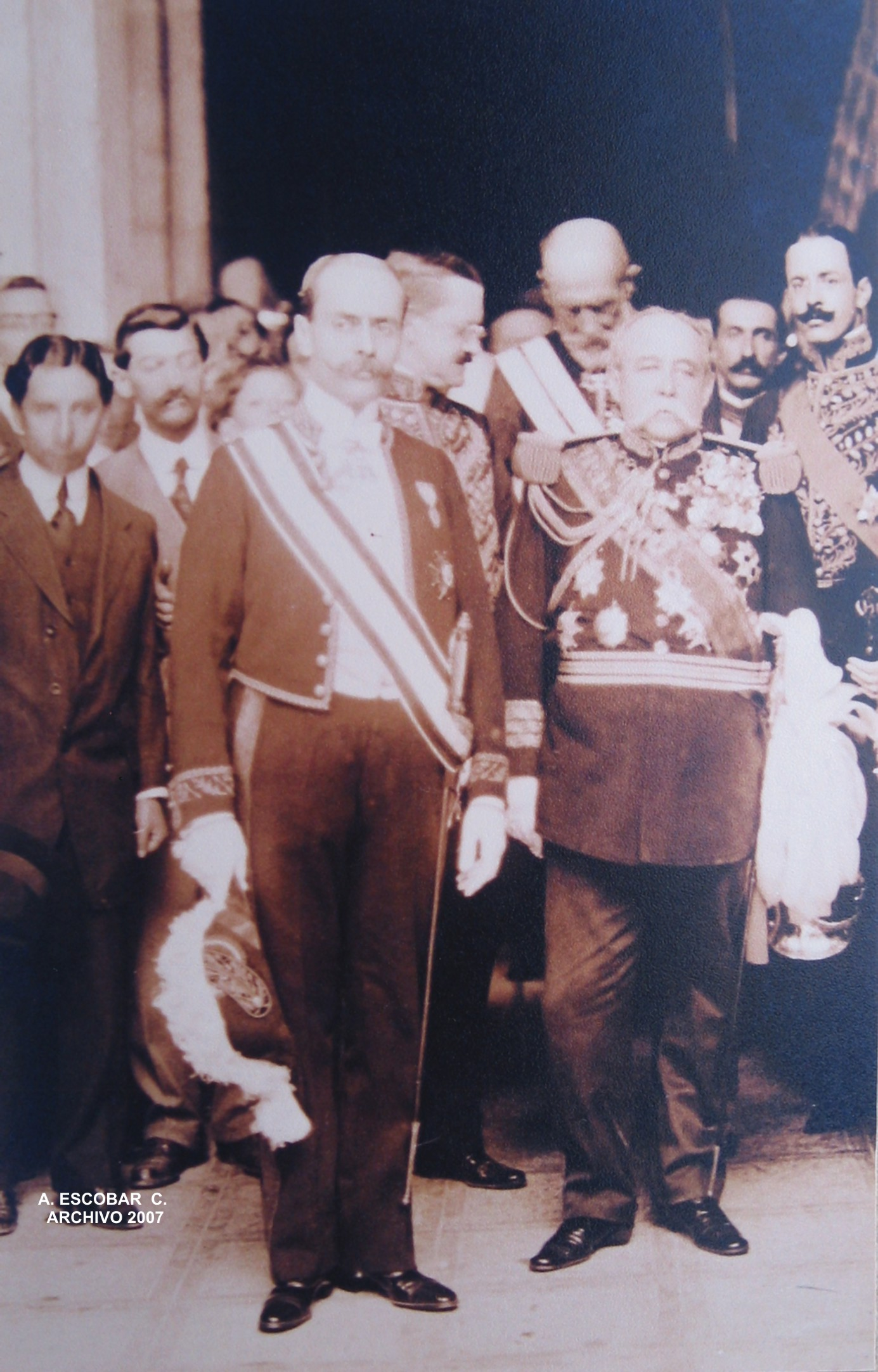
Recepción del enviado español, Camilo García de Polavieja.

### Día 9
Ceremonia de la colocación de la primera piedra del 
monumento a Isabel la Católica que obsequia la colonia 
española. Llegada del señor embajador Polavieja y del 
señor presidente. Reapertura del Museo Nacional de Arqueología, Historia y Etnografía. 

### Día 10
Inauguración del XVII Congreso Internacional de Americanistas. Excursión del Congreso de Americanistas a San Juan Teotihuacán encabezada por don Justo Sierra. Visita a las pirámides. 
Revista del comisario en el Paseo de la Reforma. Inauguración del edificio de la Asociación Cristiana de Jóvenes (YMCA).

### Día 11
Colocación de la primera piedra del monumento a Washington en la Plaza Dinamarca, obsequio de la colonia americana. Colocación de la primera piedra del monumento a Pasteur, obsequio de la colonia francesa (estaba localizado en el jardín que se encuentra entre la estatua de Cuauhtémoc, en Reforma, y la estación del Ferrocarril Nacional). Inauguración de la exposición médica (colecciones instrumentales de cirugía).

### Día 12
Inauguración de la Escuela Normal para Profesores. 

### Día 13
Inauguración de la estatua de Alexander von Humboldt, con la participación de 
marinos alemanes. Inauguración del I Congreso Nacional de Educación Primaria (CNEP).

### Día 14
Gran procesión cívica formada por todos los elementos 
de la sociedad mexicana y marinos extranjeros, en la avenida San Francisco. 

### Día 15
Gran desfile histórico de carros alegóricos con representaciones de: los indios aztecas, el emperador Moctezuma, Hernán Cortés, indios tlaxcaltecas, época de la Conquista, don Agustín de Iturbide y Vicente Guerrero y el Ejército Trigarante. Fiesta de la Beneficencia Pública. Funciones populares de teatro y toros. En la noche, Porfirio Díaz gritó a voz en cuello: ¡Viva la Libertad! ¡Viva la Independencia! ¡Vivan los héroes de la Patria! ¡Viva la República! ¡Viva el pueblo mexicano! Carmen Romero Rubio ofrece recepción en los salones de Palacio Nacional. Fuegos artificiales.

### Día 16
Inauguración del monumento a la Independencia, a cargo de Miguel S. Macedo subsecretario de Gobernación. 
Inauguración del monumento a Cuauhtémoc.
Ceremonia oficial del centésimo aniversario del Grito de 
Dolores. Los embajadores y delegados extranjeros 
recorren en carruajes la Avenida de San Francisco en 
medio de una lluvia de flores. Gran desfile militar, 
tomando parte los marinos franceses, alemanes, 
argentinos y brasileños. Apertura del Congreso de la Unión. María Conesa entona el himno nacional.

### Día 17
Entrega del uniforme de Morelos por la embajada 
Española. Las prendas personales de José María Morelos que estaban en un Museo de Madrid. Entrega de las banderas insurgentes; figurando la Virgen de Guadalupe que Hidalgo tomó en Atotonilco como estandarte, 
escoltadas por generales que acompañan el uniforme. Entrega del Collar Carlos II, de España. Trofeo militar en que fue conducido el uniforme de Morelos. 

### Día 18
Inauguración del monumento a Juárez (Hemiciclo a Juárez). Celebración del centenario de la República de Chile. 
Desfile de marinos argentinos, brasileños y tropas 
mexicanas frente a la delegación Chilena. Devolución de las llaves de la ciudad México, que le habían entregado al general Federico Forey en 1863, durante la Segunda Intervención Francesa en México, por parte de la embajada de Francia en el Palacio Nacional. Inauguración de la Escuela Nacional de Altos Estudios (ENAE), con su primer director Porfirio Parra.

### Día 19
Desfile de estudiantes. Inauguración del IV Congreso Médico Nacional. Cuarta Reunión Anual de La Sociedad Oftalmológica de México, anexa al IV Congreso Médico Nacional, presidida por Emilio Montaña, como vicepresidente Agustín Chacón, secretario Ramón Terroba y tesorero Juan Carmona. Gran Paseo de Antorchas ejecutado por obreros.

### Día 20
Colocación de la primera piedra del monumento a 
Garibaldi, obsequio de la colonia italiana. Inauguración del nuevo anfiteatro de la Escuela Nacional Preparatoria.

### Día 21
Inauguración de las obras de agua potable de la ciudad 
de México. 

### Día 22
Inauguración de la Universidad Nacional de México. Con la presencia de Justo Sierra, secretario de Instrucción Pública y Bellas Artes, así como representantes de universidades extranjeras y cuerpo diplomático, el presidente de la República, Porfirio Díaz, declaró inaugurada “solemne y legalmente” la Universidad Nacional de México. En el acto el presidente confirió el grado de doctores ex officio a varios personajes. Entre los mencionados se encontraban los médicos: Manuel M. Flores, Eduardo Liceaga, Porfirio Parra, Jesús Díaz de León, Ángel Gaviño, Regino González, Demetrio Mejía, Rafael Ortega, Domingo Orvañanos, Emilo Pardo, Nicolás Ramírez de Arellano, Luis E. Ruiz, Jesús Sánchez, José Terrés, Manuel Toussaint, Aureliano Urrutia y Fernando Zárraga. Procesión de doctores. Manifestación a Hidalgo y la comitiva llega a la Catedral Metropolitana. 

### Día 23

Carnet del Baile en Palacio Nacional. Ahí las damas apuntaban el nombre de los caballeros que querían bailar con ellas

Inauguración del nuevo lago de Chapultepec. (Colocación de la primera piedra del nuevo Palacio Legislativo). Fiesta baile en Palacio Nacional. 

### Día 24
Inauguración de la Exposición agrícola y ganadera. Clausura del Congreso Nacional de Educación Primaria'´' (CNEP).

### Día 25
Grandes maniobras militares y simulacro de guerra en 
las lomas del Molino del Rey. La infantería, caballería y 
artillería en acción. Clausura del IV Congreso Médico Nacional.

### Día 26
Inauguración de las grandes obras del desagüe del valle de México: El túnel de Tequisquiac. El gran canal. El tajo. 

### Día 27
Colocación de la primera piedra del nuevo Palacio Legislativo. El Congreso hizo público el bando que declaraba la victoria de Díaz como Presidente de México y de Ramón Corral como vicepresidente, para el periodo del 1 de diciembre de 1910 al 30 de noviembre de 1916. 

### Día 28
Inauguración de la Fábrica de pólvora sin humo.Clausura del Primer Congreso Nacional de Educación Primaria, a cargo de Ezequiel A. Chávez.

### Día 29
Homenaje a doña Josefa Ortiz de Domínguez. Ampliación de la Penitenciaría.

### Día 30
Apoteosis a los héroes en el monumento a la 
Independencia. Desfile de mujeres.
|  |  |  |

|  |  |  |

## Eventos no oficiales
- 12 de septiembre. Manifestación de estudiantes en el monumento a Juárez.

## Otros eventos con fecha no clara
- Llegada a Veracruz del vapor Alfonso XIII conduciendo al exmo. marqués de Polavieja.
- El exmo. marqués de Polavieja presenciando la jura de la bandera en la tres veces heroica ciudad de Veracruz.
- Maniobras militares en Anzures.
- Entrega del ajuar regalado por el gobernador Chino, que se puso en el Palacio Nacional.
- Entrega de una reproducción de la escultura de San Jorge, de Donatello, que se encuentra en un nicho en la Academia de San Carlos, regalada por Italia.
- Entrega de dos tibores de porcelana negra con incrustaciones de oro, perla y nácar, obsequio de Japón.
- Inauguración del reloj público en la esquina de Bolívar y Carranza, obsequio de la colonia otomana (Turquía), situado en el jardín del Colegio de Niñas.
- Inauguración del reloj público situado en el cruce de Bucareli y Atenas, obsequio de la colonia china, en lo que fuera la fuente de la Libertad.
- Inauguración del Parque Obrero de Balbuena, se repartieron tamales y atole a la concurrencia.
- Inauguración de la Primera Escuela Técnica Ferrocarrilera.
- Presentación del nuevo programa de la Escuela Nacional Preparatoria.
- Inauguración de la Escuela Internacional de Arqueología y Antropología.
- Inauguración de la Escuela Internacional de Arqueología y Etnología Americanas.

- Inauguración del Primer Congreso Nacional de Estudiantes (en el Hipódromo de Peralvillo).

- Inauguración del Primer Congreso de Indianistas.

- Inauguración del nuevo Panteón Nacional (nunca terminado), en substitución del Panteón Nacional de San Fernando

- Reinauguración del Paseo de la Reforma.

- Inauguración de la Exposición mexicana en la Academia de San Carlos, en donde se mostraron trabajos de los artistas Salomé Pina, Félix Parra, Jorge Enciso, Saturnino Herrán, Roberto Montenegro, Ramos Martínez, Francisco Romano Guillemín, Joaquín Clausell, etcétera. El Dr. Atl, participó de manera destacada en los festejos del Centenario. Durante las celebraciones lideró a jóvenes artistas mexicanos como Roberto Montenegro y Diego Rivera, entre otros, quienes desde entonces destacaron y sorprendieron con su arte renovador.
- Inauguración de la Exposición española en un local ad hoc construido en la esquina de Juárez y Balderas. Artistas: Benlliure, Nogales, García Rodríguez, Lucena, Huerta, Serra, Zubiaurre, Placencia, Zuolaga, Sorolla y Chicharro.
- Acto literario-musical en la Escuela Nacional de Ciegos.
- Acto literario-musical en la Escuela Nacional de Sordo-Mudos, donde les pasan películas y luego les dan helados, dulces, pasteles y sándwiches.
- Acto literario-musical en la Escuela Industrial de Huérfanos.
- Concierto del Orfeón Catalán en la Penitenciaría del Distrito Federal. Concierto que escuchan los reclusos sin salir de sus celdas, para cerrar con un “modesto banquete”.
- Banquetes y bailes en Palacio Nacional y el Alcázar del Castillo de Chapultepec (más de 20).
- Concurso de cantantes a que convocó la Comisión de Nacional del Centenario. Ganado por Samuel Mondragón Noriega.
- Publicación del estudio Juana de Asbaje, por Amado Nervo.
- Publicación de la Antología del Centenario, compilada por Luis G. Urbina, Pedro Henríquez Ureña y Nicolás Rangel.
- Publicación del álbum gráfico de la República Mexicana, México en el centenario de su independencia (Müller hnos.).
- Exhibición de las filmaciones del mes de septiembre por: Salvador Toscano. Hermanos Alva, proyectadas en el Cine Palacio. Guillermo Becerril hijo, exhibidos en el Salón Rojo.
- En 1907, el actor Felipe de Jesús Haro realizó la primera cinta ambiciosa de ficción filmada en México: El grito de Dolores o La independencia de México (1907). El mismo Haro interpretó al libertador Miguel Hidalgo y escribió el argumento. La película se exhibió, casi obligatoriamente, cada 15 de septiembre hasta 1910.

## Eventos realizados en el mismo año pero fuera del mes de septiembre
- Inicio de la acuñación de la moneda conmemorativa con la denominación de un peso, conforme al decreto del 27 de diciembre de 1909. Se le conoce como Pesos de Caballito.
- 5 de febrero. Inauguración del Nuevo Hospital General de México.

## Eventos que tenían la intención de contribuir a las festividades
- 1900. Inauguración del Palacio de Lecumberri.
- 1906. Inauguración del edificio de la Secretaria de Comunicaciones.
- 17 de febrero de 1907. Inauguración del Palacio Postal.
- Inauguración del Palacio de las Bellas Artes anteriormente conocido como Teatro Nacional, programada para 1910. La cual no se llevó a cabo. El edificio se inició en 1904 y el régimen de Porfirio Díaz no lo pudo concluir.
- Inauguración del edificio de Relaciones Exteriores (ya derruido).
- 1910. Traslado del quiosco morisco de la Alameda Central a Santa María de la Ribera.

## Eventos realizados en los diferentes Estados de la república
El Centenario se festejó en todo el país. En las principales ciudades las celebraciones fueron similares a las de la capital (desfiles, inauguraciones de calles, monumentos, parques y escuelas, carreras, bailes, concursos de adornos, teatro y cine). En Guadalajara se plantó el árbol del Centenario. En Chihuahua se colocó una placa conmemorativa en el sitio donde fue enterrado el cura Hidalgo, en San Luis se abrió una biblioteca pública, en Querétaro se inauguró un monumento a La Corregidora, el portal Allende y la Escuela de Bellas Artes.
- 15 de septiembre. Inauguración del Casino de La Laguna, Torreón, Coahuila. Develación de la estatua de Santiago M. Belden, Nuevo Laredo, Tamaulipas. Inauguración del Reloj Municipal, Pachuca, Hidalgo a las 11 de la noche.
- Ampliación del Parque Hidalgo antiguo Paseo del Ojo de Agua, iluminación eléctrica del centro de la ciudad de León, Guanajuato.
- 16 de septiembre. Inauguración del reloj público y Palacio Municipal, Acapulco, Guerrero.
- Inauguración del monumento conmemorativo a Don Benito Juárez, Ciudad Juárez.
- Inauguración del monumento a la Independencia, Guadalajara, Jalisco.
- Inauguración del teatro El Centenario, Zacualpan, Estado de México.
- Inauguración en Dolores Hidalgo, de un pozo de agua potable en el jardín principal y se pone la primera piedra de la Escuela Modelo (Proyecto no concluido)
- Inauguración del mercado Hidalgo, Guanajuato, Guanajuato (Inaugurado por el presidente Porfirio Díaz).
- 18 de septiembre. Inauguración del Parque Zoológico El Centenario en Mérida, Yucatán. Se inaugura el monumento a los Héroes de la Independencia, en la antigua Plaza Colón frente a la Estación de Ferrocarril, Ciudad Victoria, Tamaulipas.

## Clausura
Los festejos se clausuran con la apoteosis de los héroes en el patio central del Palacio, donde más de diez mil personas se reunieron la noche del 6 de octubre alrededor de un catafalco construido por Federico Mariscal en honor de los héroes de la Independencia.

## Cortometrajes
Las fiestas para el Centenario de Independencia fueron filmadas por diversos cineastas, entre los que destacan los hermanos Alva y Salvador Toscano. 
- Cortometrájes de Salvador Toscano
- Situación de México en 1910 durante el Porfiriato

## Artes plásticas
Como parte de los festejos del Centenario, el ministro de Instrucción Pública y Bellas Artes, Justo Sierra, programó una exposición de artistas españoles. Un grupo de artistas mexicanos organizados en torno al Dr. Atl respondió con la petición de programar una exposición de artistas mexicanos, a la que Sierra accedió, si bien proporcionó una suma de dinero considerablemente menor a la que se invirtió con los españoles. El 19 de febrero de 1910 el Dr. Atl se entrevistó con el director de la Escuela Nacional de Bellas Artes para pedirle los salones de la Academia de San Carlos, y se programó la Exposición mexicana entre el 20 de septiembre y el 24 de octubre de 1910. Junto con el Dr. Atl participaron José Clemente Orozco, Roberto Montenegro, y un grupo de cincuenta pintores y diez escultores aglutinados como Sociedad de pintores y escultores. Esta exposición fue una respuesta a la postura oficial, europeizante, en torno al arte. Aquí comenzó a configurarse un imaginario artístico que afectaría la concepción de lo mexicano y de la identidad nacional en los años siguientes, y que hacía hincapié en la autonomía cultural con respecto a Europa, rescatando valores, rostros, fenotipos nacionales.